# Молодеево (Костромская область)
Молодеево — деревня в Костромском районе Костромской области. Входит в состав Кузьмищенского сельского поселения.

## Этимология
Название происходит от имени Володимир с заменой буквы "в" на "м".

## География
Находится в юго-западной части Костромской области на расстоянии приблизительно 10 километров на север-северо-восток по прямой от железнодорожной станции Кострома-Новая.

## История
Упоминается в грамоте XVI века. В 1872 году здесь было учтено 22 двора.

## Население
Постоянное население составляло 119 человек (1872 год), 1 в 2002 году (русские 100 %), 65 в 2022.